# Xiaocaoba-Staudamm
Koordinaten: 27° 45′ 55″ N, 104° 15′ 30″ O
Am Donnerstag, dem 21. Juli 2005 brach in Südwest-China ein Staudamm. Das Unglück geschah in den frühen Morgenstunden um 6:20 Uhr bei Xiaocaoba und Daqiao nahe der Stadt Zhaotong im Kreis Yiliang, Provinz Yunnan. Das Wasser überschwemmte daraufhin drei Dörfer, unter anderem Xiaocaoba und Daqiao, wodurch 16 Menschen, davon acht Kinder, ums Leben kamen. 23 Menschen wurden verletzt. 15 bis 19 Häuser wurden von der Flutwelle zerstört und 40 ha Ackerland überflutet. Insgesamt waren 150 Menschen betroffen. Die Schadenssumme wird mit 4,64 Millionen Yuan (560.000 US$) angegeben.
Vom örtlichen Parteikomitee wurden 500 Menschen für die Rettungsarbeiten eingesetzt.
In Südwest-China herrschte seit Anfang Juni Regenzeit. Das 80.000 m³ große Staubecken war durch heftige Regenfälle während der Tage vorher gefüllt worden.
Schwere Konstruktionsfehler des illegal und ohne Genehmigung errichteten Baus sollen den Dammbruch verursacht haben, wie erste Untersuchungen ergaben.
Bei weiteren Überschwemmungen sind landesweit mindestens 792 Menschen in den vorherigen Wochen ums Leben gekommen, zusätzlich wurden 200 Personen vermisst.